# Raffaello Botticini
Raffaello Botticini (Firenze, 11 settembre 1477 – 1520) è stato un pittore italiano.

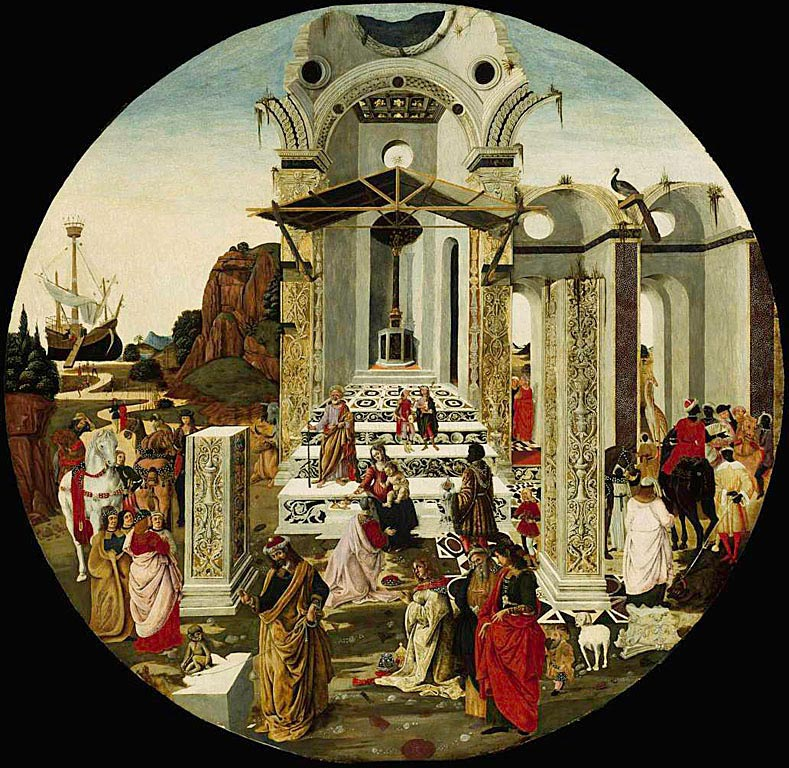
Adorazione dei magi, 1495 circa, Art Institute of Chicago

Suo padre fu Francesco Botticini. Raffaello ne fu prima collaboratore, in seguito successore alla guida della bottega paterna. 

## IlTabernacolo del Sacramento
Il Tabernacolo del Sacramento, commissionato al padre Francesco nel 1484 e consegnato nel 1491 per essere collocato sull'altare maggiore della Collegiata di Sant'Andrea a Empoli, oggi nel Museo della città, è considerato il momento ideale del passaggio di testimone tra padre e figlio, in quanto Raffaello nel 1504 fu richiamato dai committenti per effettuare alcuni ritocchi alle tavole dipinte che non sono descritti nei documenti.

## Altre opere del Museo della Collegiata di Empoli
Sempre a Empoli si trovano due tavole con San Girolamo e San Sebastiano, databili al 1500 ca., provenienti dalla Compagnia di Sant'Andrea nella Collegiata. Probabilmente dovevano fiancheggiare una tavola centrale (gli sguardi dei due santi convergono verso un punto centrale). In queste tavole forse si avverte l'influenza stilistica della pittura fiorentina dell'ultimo scorcio del Quattrocento (in primis Domenico Ghirlandaio e Sebastiano Mainardi) anche se in formula più semplificata e schematica.
Sempre proveniente dalla Collegiata sono altre due tavole con San Giovanni Battista e Sant'Andrea: molto probabilmente si tratta delle due uniche parti superstiti di una più grande tavola andata distrutta forse in occasione degli ammodernamenti tardosettecenteschi della Collegiata. A tal proposito in un documento datato 1506 i fratelli della Compagnia della Veste Bianca affidavano a Raffaello una tavola con una Madonna col Bambino al centro e ai lati San Giovanni Battista e Sant'Andrea.

## Altre opere
Alla Raccolta di Arte Sacra del Museo di Fucecchio è conservata la Annunciazione tra i santi Andrea e Francesco. datata nel primo decennio del XVI secolo. La provenienza originaria dell'opera ancora non è ancora stata accertata: forse la chiesa di Sant'Andrea o di San Salvatore, entrambe a Fucecchio.
La chiesa dei Santi Martino e Giusto, a Lucardo, nel comune di Montespertoli, conserva una tavola attribuita al nostro pittore con la Madonna col Bambino tra i Santi Pietro, Matteo, Giusto e Giovanni Battista.